# Adolf von Baeyer
Johann Friedrich Wilhelm Adolf Ritter von Baeyer, född 31 oktober 1835 i Berlin, död 20 augusti 1917 i Starnberg, var en tysk kemist, son till geodeten Johann Jacob Baeyer.
Baeyer blev 1860 docent och 1866 extra ordinarie professor i kemi vid universitetet i Berlin och 1872 ordinarie professor vid universitetet i Strassburg. År 1875 efterträdde han Justus von Liebig som professor i München, där under hans ledning ett nytt omfattande laboratorium uppfördes. Baeyer var mannen bakom ett stort antal viktiga arbeten inom den organiska kemin.
Baeyer gjorde flera viktiga insatser inom organisk kemi. De mest betydelsefulla var syntesen av indigo, upptäckten av ftalein-färgämnena, undersökningarna av honingstensyra, terpener och hydrogenerade bensenderivat, särskild hydrerogenerade ftalsyror. Baeyer publicerade tillsammans med Victor Villiger viktiga arbeten över det fyrvärda syret, vilket lade grunden till Baeyer-Villiger-oxidation. Han bildade skola - en av hans elever var Emil Fischer - och utövade därigenom stort inflytande på den experimentella organiska kemins utveckling.
Även Baeyers teoretiska insatser väckte stor uppmärksamhet. Bland dessa kan nämnas hans åsikter om bensens struktur, hans spänningshypotes till förklaring av de ringformiga kolväteföreningarnas olika stabilitet, och framför allt hans framställning av assimilationsförloppet hos växterna. Baeyer tilldelades Davymedaljen 1881. Han invaldes i Kungliga Vetenskapsakademien år 1884. År 1905 fick Baeyer Nobelpriset i kemi för sitt arbete.